# 에데르송 (1999년)
에데르송 조제 두스 산투스 로렌수 다 시우바(포르투갈어: Éderson José dos Santos Lourenço da Silva, 1999년 7월 7일 ~ )는 간단히 줄여서 에데르송(포르투갈어: Éderson)으로 알려져 있는 브라질의 축구 선수이다. 그의 포지션은 수비형 미드필더로, 현재 이탈리아 세리에 A의 아탈란타에서 활약하고 있다.

## 클럽 경력

### 초기 경력
마투그로수두술, 캄푸그란지에서 태어난 에데르송은 상파울루를 연고로 하는 데스포르티부 브라질에서 프로 선수 경력을 시작했다.

### 크루제이루
2018년 7월 15일, 에데르송은 캄페오나투 브라질레이루 세리이 A의 크루제이루로 임대되었고, 2019년 중반에 임대 기간이 종료된 후 그를 완전 영입 할 수 있는 옵션이 있다. 처음에는 크루제이루 U-20의 일원이었지만, 한동안 1군에서 훈련한 에데르송은 마누 메네지스 감독에게 깊은 인상을 남겼고, 메네지스 감독은 에데르송에게 1군에서 기회를 주기로 결정했다.
크루제이루가 3개의 대회를 동시에 치렀기 때문에, 메네지스 감독은 선수단 대부분의 선수를 우선순위가 높은 대회에 출전시키기 위해 일부 핵심 선수들을 쉬게 하는 방식으로 선수단을 꾸려야 했으며 이 때문에 많은 젊은 리저브 팀 선수들이 1군에서 기회를 잡았다. 2018년 9월 5일, 에데르송은 1-1로 비긴 보타포구와의 경기에서 75분에 치아구 네베스와 교체 투입되어 크루제이루 소속으로 데뷔전을 치렀다.
크루제이루는 캄페오나투 브라질레이루 세리이 A 2019에서 처참한 성적을 거두며 (팀 역사상 처음으로 세리이 B로 강등되었지만), 에데르송은 팀 내 최고의 선수 중 한 명으로 많은 언론으로부터 시즌 중 클럽의 몇 안 되는 밝은 점 중 하나로 꼽혔다.

### 코린치앙스
크루제이루가 세리이 B로 강등되자, 에데르송은 체불임금을 이유로 구단을 고소했으며 크루제이루와 에데르송은 다른 구단과 자유롭게 계약할 수 있도록 합의했다. 2020년 2월 20일, 며칠간의 추측 끝에 코린치앙스는 에데르송과 5년 계약을 맺었다고 발표했다.

### 포르탈레자
2021년 2월 20일, 에데르송은 포르탈레자로 임대되었다. 같은 해 3월 10일, 그는 포르탈레자 소속으로 데뷔전을 치렀다. 2021년, 그는 캄페오나투 브라질레이루에서 주요 선수들 중 한 명으로 활약하였고, 팀의 2022년 코파 리베르타도레스 진출에 기여했다.

### 살레르니타나
2022년 1월 30일, 에데르송은 이탈리아의 살레르니타나와 2026년까지 계약을 맺고 이적했다.

### 아탈란타
2022년 7월 6일, 에데르송은 같은 세리에 A의 아탈란타로 이적했다.

## 국가대표팀 경력
2018년 10월 7일, 에데르송은 칠레와의 2018년 10월 13일과 15일에 열리는 두 차례 친선 경기를 앞두고 브라질 U-20 대표팀에 차출되었다. 그는 2-2로 비긴 두 번째 경기에서 선발로 출전하며 데뷔전을 치렀다.

## 수상 내역
크루제이루
- 캄페오나투 미네이루: 2019

포르탈레자
- 캄페오나투 세아렌시: 2021